# Emilio Bulgarelli
Emilio Bulgarelli, född 15 februari 1917 i Reggio di Calabria, död 2 februari 1993 i Neapel, var en italiensk vattenpolospelare. Han representerade Italien i OS vid olympiska sommarspelen 1948 i London. I OS-turneringen 1948 tog Italien guld och Bulgarelli spelade åtta matcher. Han deltog också i EM-turneringen i Monte Carlo 1947 som Italien vann.